# سیارک ۲۰۲۸۱
سیارک ۲۰۲۸۱ (به انگلیسی: 20281 Kathartman، نامگذاری:1998FZ49) بیست هزار و دویست و هشتاد و یکمین سیارک کشف شده‌است که در ۲۰ مارس ۱۹۹۸ کشف شد.
قدر مطلق سیارک برابر ۱۶٫۲ است.